# Alfred Philippe Roll
Alfred Philippe Roll (1 de marzo de 1846 – 27 de octubre de 1919) fue un pintor francés.

## Carrera
Roll estudió en la École des Beaux-Arts, donde aprendió de Jean-Léon Gérôme, Henri-Joseph Harpignies, Charles-François Daubigny y Léon Bonnat. Pintó su primer paisaje en 1869 y en 1870 exhibió dos obras en el Salon-de-Provence. Durante el guerra franco-prusiana se desempeñó como lugarteniente militar.

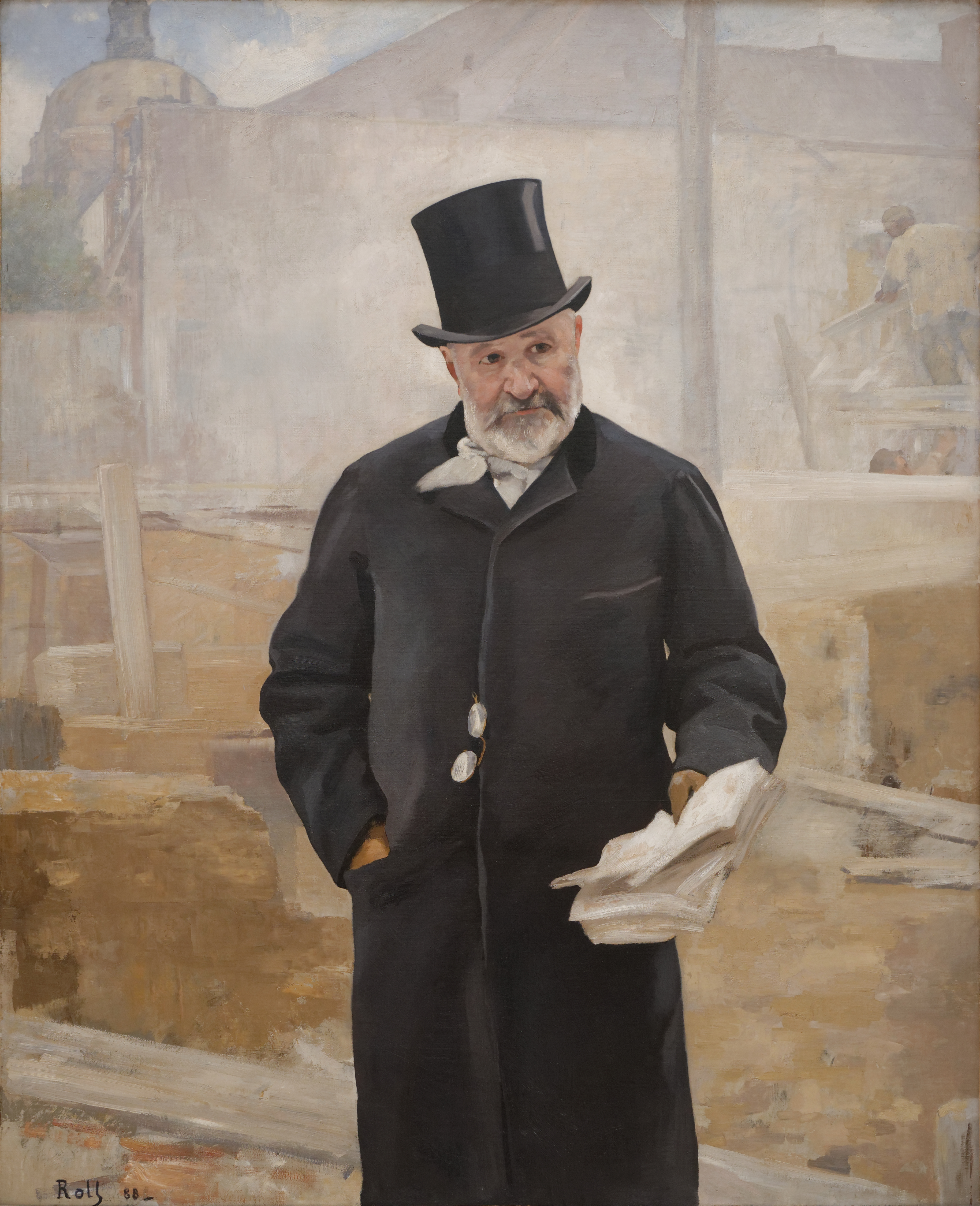
Adolphe Alphand por Alfred Philippe Roll.

Todo de su trabajo temprano fue de estilo romántico, pero estuvo influido por otros estilos que incluyen a la Escuela boloñesa y a Gustave Courbet. Más adelante se dedicó a pintar la vida diaria y su estilo cambió a uno más realista. 
Comenzó a pintar retratos, y con su obra "Huelga de mineros" de 1880 que pinta "Mineros' Huelga", se convierte en uno de los pintores más apreciados de Francia de ese momento; sea extremadamente exitoso por el resto de su vida laborar. Se convierte en el pintor oficial del gobierno francés y tuvo a su cargo la pintura de numerosas piezas de arte, incluyendo murales, techos y demás decoraciones de edificios. En 1905 asume la presidencia de la Sociedad Nacional de Bellas Artes, que había cofundado. Jules Ernest Renoux fue uno de sus alumnos.
Diversos historiadores atribuyen al impresionismo la conquista de la modernidad en pintura y restan importancia al trabajo de otros grupos como el naturalismo, que de igual manera se apartaron del academicismo imperante en aquellos días. El pintor Alfred Philippe Roll encarnó con su trabajo las aspiraciones de la Tercera República francesa. Su trabajo responde a las inquietudes de Émile Zola y Castagnary, quienes con sus ideas incitaron a los artistas para crear obras que mostraran más verdad, más naturaleza y más vida. Roll se apropió de tópicos de actualidad social y republicana que le aseguraron un rápido éxito. El Ayuntamiento de París y el Petit Palais ofrecen ejemplos de su trabajo pictórico en sus paredes. Representante de una estética audaz, Roll es hoy un artista para redescubrir.

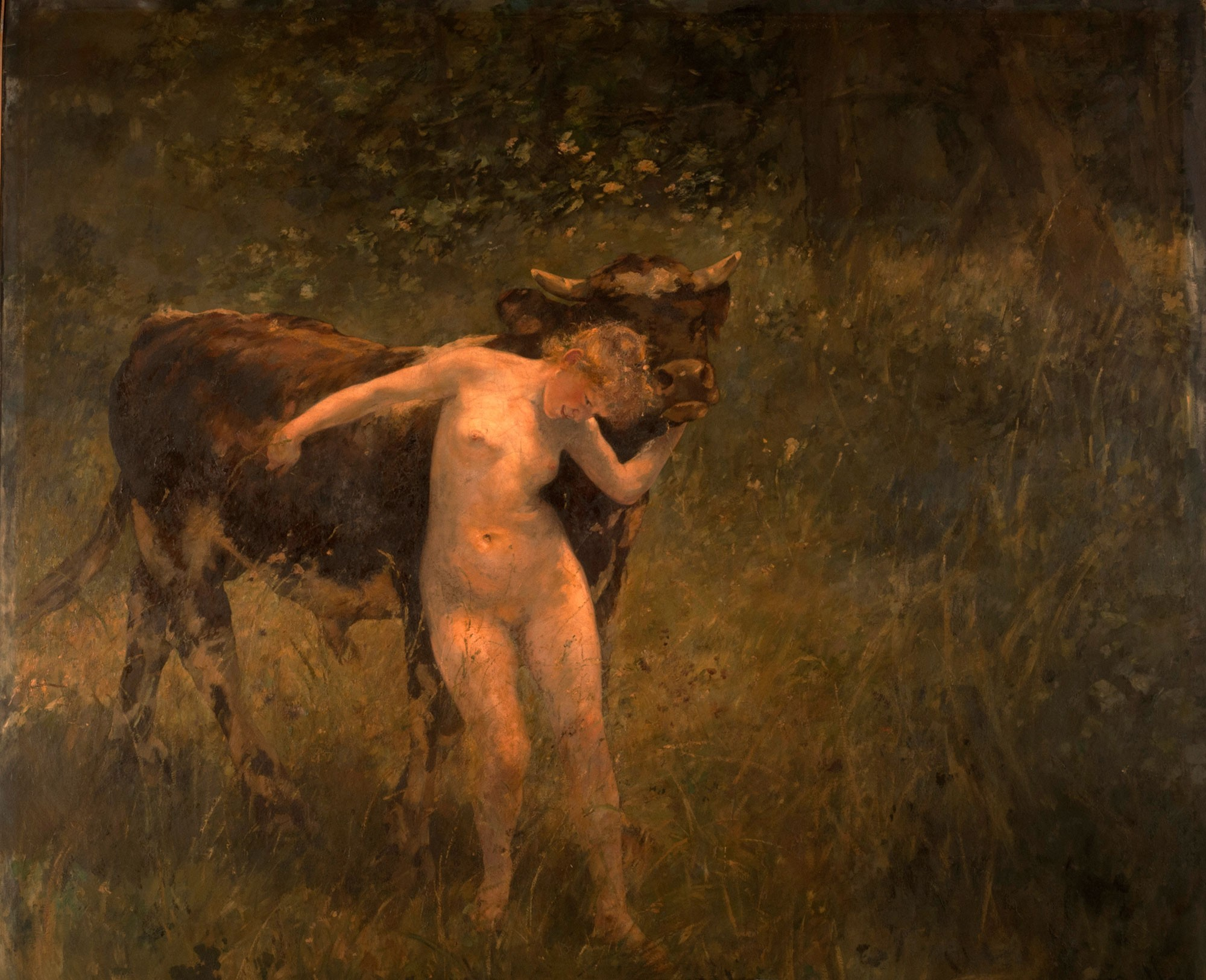
Femme et taureau, de Alfred Philippe Roll